# Cecilia Medina Hernández
Cecilia Medina Hernández (Monterrey, Nuevo León, 1958) es una compositora mexicana.

## Biografía
Hizo estudios de piano a partir de 1984 con Carlos González Caballero y Manuel Delaflor en 1984 en México y con Viktor Nikitine en el Conservatoire Rachmaninov de París. Estudió composición musical a partir de 1992 en el Centro de Investigación y Estudios Musicales (Cenidim), y se certificó en piano en la Royal School of Music. Su interés por la música electroacústica la motivó a estudiar con Javier Álvarez y Carl Schachter. Su música se ha interpretado en festivales como el Internacional Franco Donatoni de Música Contemporánea y el Primero Encuentro Universitario de Música de Concierto. 

## Obras
- Estudio para clarinete en Si b (1994)
- Quinteto de alientos (1994)
- Dos Estudios para piano (1995)
- Trío num. 1 (1995)
- Homenaje a György Ligeti (1996)
- Trío num. 2 (1996)
- Impulsos (1996)
- Trío num. 3 (1997)
- Trío num. 4 (Recortes) (1998)
- Wind Chimes (1998)
- Juguete del viento (1999)
- Al Plato (1999)
- Quiero jugar (1999)